# 刘国松 (生物学家)
刘国松，清华大学医学院教授，美国神经科学学会会员。入选中华人民共和国教育部第七批"长江学者"特聘教授，曾就读于加州大学洛杉矶分校、在斯坦福大学分子生物和细胞生理系从事博士后研究工作。